# Großsteingrab Plaaz
Das Großsteingrab Plaaz ist eine megalithische Grabanlage der jungsteinzeitlichen Trichterbecherkultur bei Plaaz im Landkreis Rostock (Mecklenburg-Vorpommern). Es trägt die Sprockhoff-Nummer 373.

## Lage
Das Grab befindet sich etwa 1 km nordnordöstlich von Plaaz, etwa 120 m östlich der Landstraße 14 auf einem Feld.

## Beschreibung

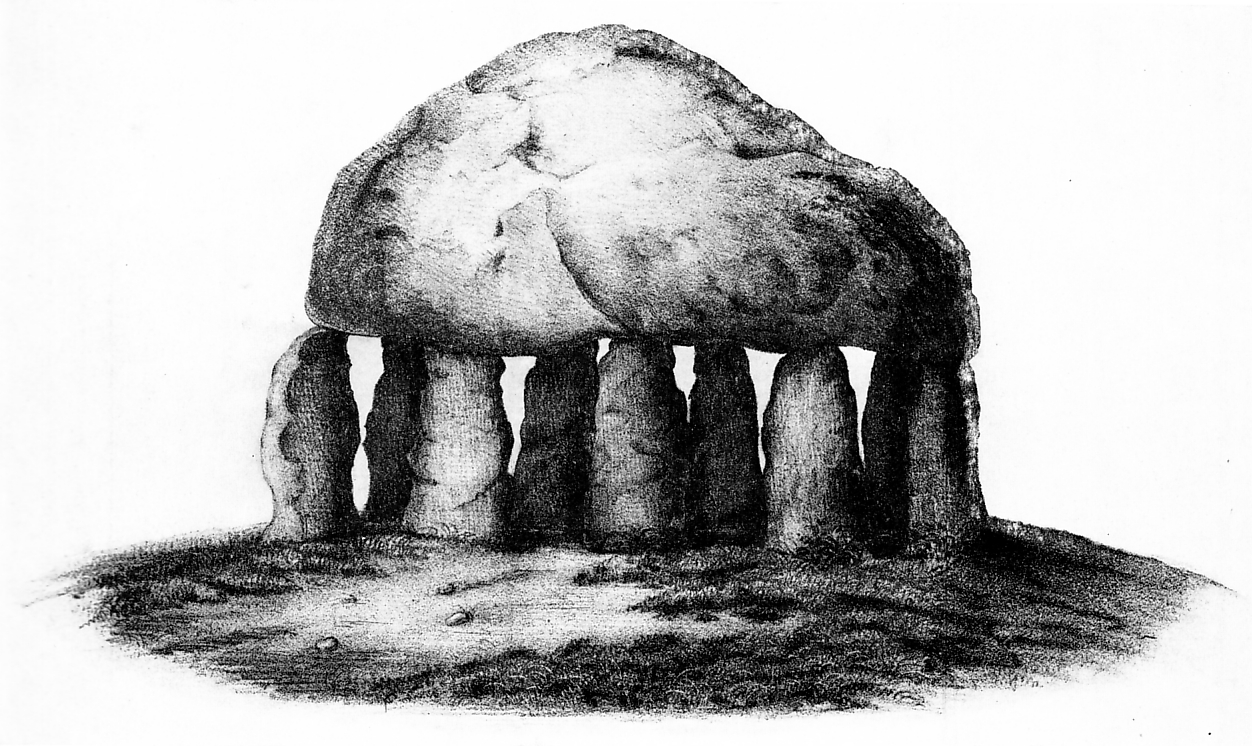
Zeichnung des Grabes nach Wächter (1841)

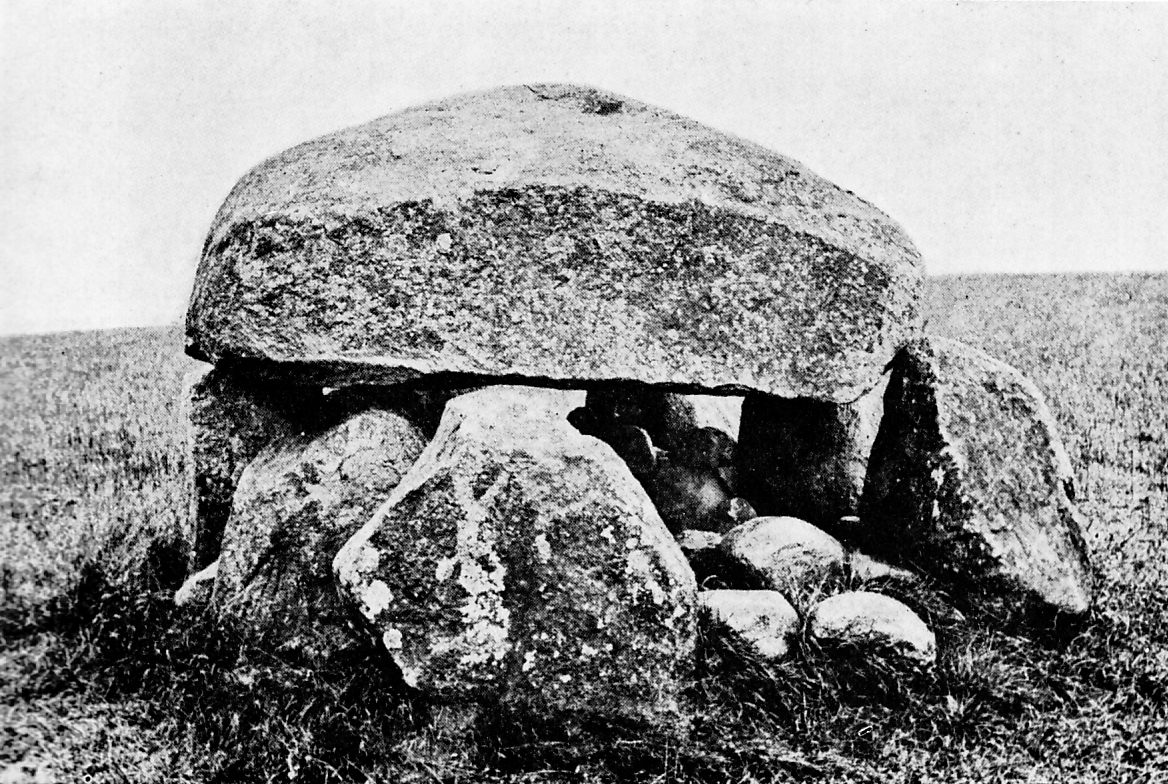
Fotografie nach Schlie (um 1900)

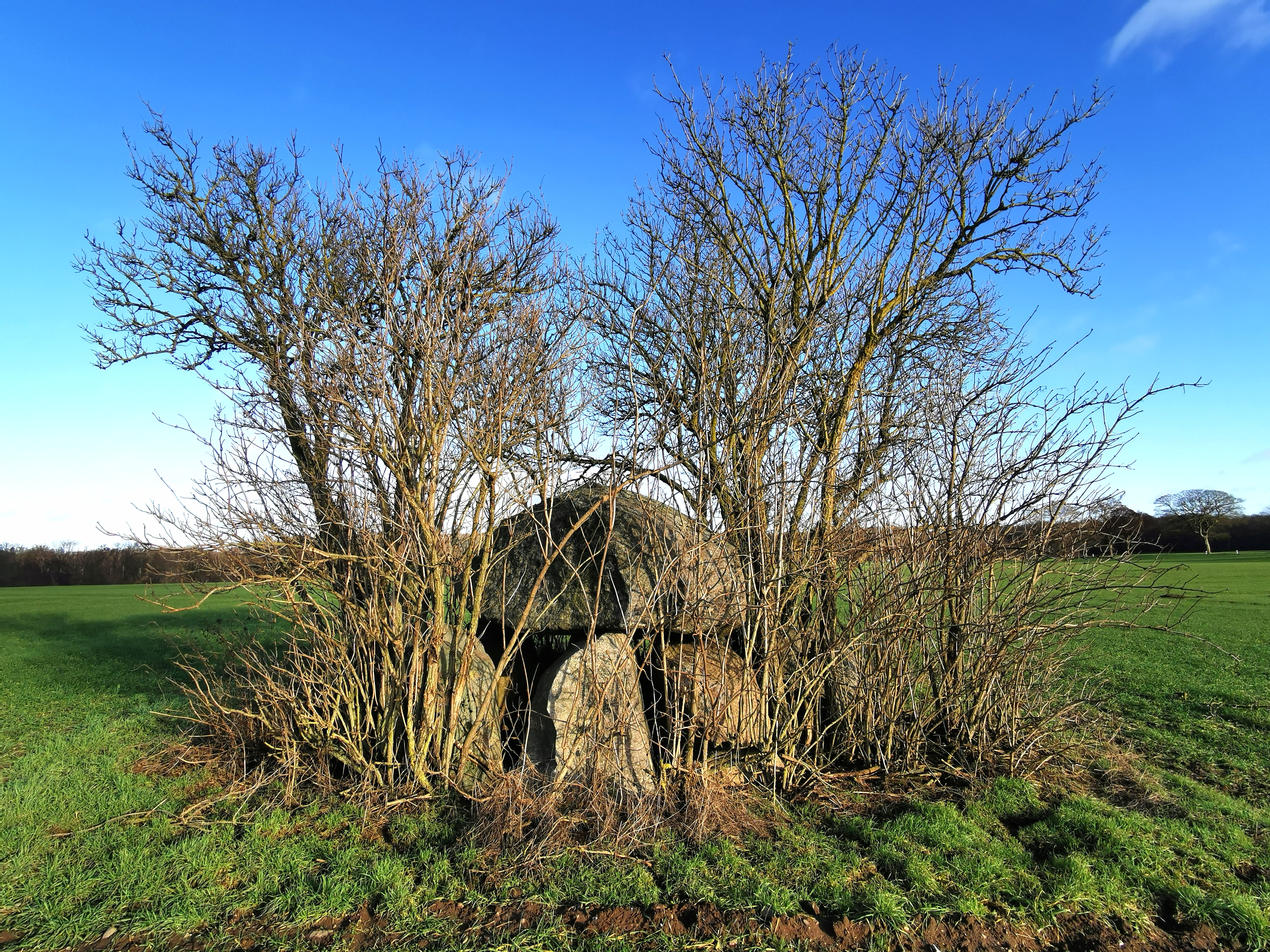
Großsteingrab Plaaz, Blick nach Nordosten

Die Anlage besitzt eine ost-westlich orientierte, ursprünglich von einem Rollsteinhügel ummantelte Grabkammer, die als Großdolmen anzusprechen ist. Um 1841 waren noch acht und somit vermutlich alle Wandsteine erhalten. Der östliche Abschlussstein wurde später entfernt. Der westliche Abschlussstein und jeweils drei Wandsteine an den Langseiten stehen noch in situ. Auf ihnen ruht ein großer Deckstein mit einer Länge von 2,5 m, einer Breite von 2,5 m und einer Dicke von 1,1 m.